# Escola Secundária Pública 28 de Novembro
A Escola Secundária Pública 28 de Novembro (ESP 28 de Novembro) é uma instituição de ensino timorense, sediada no suco de Becora, em Díli, a capital do país.
É uma das mais maiores instituições de ensino de Timor-Leste.

## Histórico
A tradição acadêmica reclama que esta escola seja a sucessora de uma das primeiras instituições de ensino formal do país, que data ainda do período colonial.

### Fundação
Assim, a ESP 28 de Novembro seria descendente da Escola Municipal de Díli, aberta em 1915, por iniciativa do governador colonial, destinada a padronizar e formalizar o ensino no Timor Português.
Este estabelecimento, até então somente de ensino primário, viria ser substituído por meio do decreto n.º 28431, de 22 de janeiro de 1938, que converteu-o em Colégio-Liceu de Dili , ministrando o 1º ciclo (1º e 2º anos do liceu) e o ensino secundário (após a 4.ª classe primária). A invasão japonesa, de 1942, destruiu sua sede e fez o estabelecimento fechar as portas.
Em 31 de maio de 1952 o colégio foi reaberto com a reabilitação de seu edifício, sendo denominado Liceu Dr. Francisco Machado (LFM), por meio da lei n.º 43330 de 18 de novembro de 1952.
A partir de 1º de outubro de 1960, o Ministério do Ultramar atribuiu-lhe também as funções de escola técnica, podendo expedir diplomas de comércio e agricultura, em regime de coeducação (tutelado conjuntamente pela Diocese de Díli). Na altura de meados da década de 1960 a instituição ainda albergava em sua maioria filhos de portugueses, com pouquíssimos timorenses tendo acesso ao ensino, quadro que viria mudar somente a partir de 1972/1973.
Com o advento das reformas educacionais da década de 1970, as primeiras democráticas, o LFM passa totalmente ao controle do Estado, excluindo a tutela conjunta da Igreja Católica.

### Período da ocupação indonésia
Em 1975, na altura em que a FRETILIN proclamou a independência de Timor, o LFM comportava cerca de 300 alunos. Porém, ainda era a única instituição liceal do novo país.
A invasão indonésia e posterior ocupação foi nefasta para a educação em Timor-Leste, primeiro porque destruiu todos os estabelecimentos de ensino (inclusive o Liceu), e; segundo porque excluiu a população timorense do acesso à instrução formal, fazendo com que, em 1999, fosse registrado o assustador indicador de que 90% da população era analfabeta.
Em 1979, o Ministério da Educação da Indonésia refunda o liceu (assentando-o no seu antigo edifício) dando-lhe o nome de Sekolah Pendidikan Guru Negeri (SPGN; Escola Pública de Formação Média). A instituição foi reformulada, nos princípios da pancasila, para que formasse estudantes do ciclo secundário e também técnicos médios em magistério, formando duas seções distintas.
Em 1986, na iminência da criação de uma universidade em Timor Timur, a seção de ensino técnico do SPGN fundiu-se com vários outros cursos isolados de magistério para dar origem a Faculdade de Educação da UnTim (atual UNTL). O histórico "Edifício Liceu Dr. Francisco Machado" ficou para a nova universidade.
Então, o governo indonésio, naquele mesmo ano (1986), transferiu para o recém-erguido Complexo de Edifícios Educacionais de Becora a seção do ensino secundário da SPNG, dando a instituição o nome de Sekolah Menengah Atas Becora (SMA-B; Escola de Ensino Secundário de Becora), tornando-a herdeira daquele Liceu Dr. Francisco Machado.

### 1999-presente
Em 1999, em virtude do resultado do referendo que confirmou a independência de Timor, seguiu-se uma onda de violência que destruiu a Escola de Becora, assim como grande parte dos estabelecimentos de ensino do país
Em 2001, durante o mandato da UNTAET, as aulas na Escola são retomadas, com a reforma parcial do complexo de edifícios educacionais de Becora.
Em 2002, com o advento da independência plena de Timor-Leste, a Escola de Ensino Secundário de Becora ganha novo nome, passando a denominar-se Escola Secundária Pública 28 de Novembro, em homenagem ao 28 de novembro de 1975, data em que Xavier do Amaral fez a primeira proclamação de independência da nação.
Neste mesmo ano (2002), várias greves estudantis paralisaram o funcionamento normal da Escola, em virtude de alegadas prisões arbitrárias de alunos, pelas forças de segurança, obrigando o governo solicitar intervenção no estabelecimento.
Em 2009 a Polícia de Becora e as Forças de Defesa de Timor-Leste reformaram o prédio da ESP 28 de Novembro.